# Temporada do Vitória Futebol Clube de 2016–17

O Vitória Futebol Clube, na temporada de 2016–17, participará em três competições: Primeira Liga, Taça de Portugal e Taça da Liga.

## Equipamentos
- 2016–17
- 1º -
- 2º -
- 3º -

| Equipamento titular | Equipamento alternativo | Equipamento alternativo |  |

## Plantel
Atualizado no dia 16 de dezembro de 2015.
- : Capitão
- : Lesão

### Mercado de inverno
- : Emprestado
- : Regressado de empréstimo

| Entradas |         |                |        |
|          | Jogador | Clube anterior | Preço  |
|          | -----   | ------         | ------ |

| Saídas |                |                  |            |
|        | Jogador        | Clube de destino | Preço      |
|        | Ruca           | Tondela          | Custo zero |
|        | André Geraldes | Sporting         | 30/06/2017 |
|        | Ryan Gauld     | Sporting         | 30/06/2017 |

## Campeonato
Vitória
      Empate
      Derrota
| 30 de janeiro de 2017 Jornada 19 | Vitória de Setúbal | 1–0       | Benfica | Setúbal, Portugal                                                             |  |
| 20h00                            | Zé Manuel 21'      | Relatório |         | Estádio: Estádio do Bonfim Público: 10 109 Espetadores Árbitro: João Pinheiro |  |

| Vitória de Setubal | Benfica |

| 28 de agosto de 2016 Jornada 20 | Arouca        | 2–1       | Vitória de Setúbal | Porto, Portugal |  |
|                                 | Kuca 18', 36' | Relatório | 54' (pen)          |                 |  |

| Arouca | Vitória de Setubal |

| 28 de agosto de 2016 Jornada 21 | Vitória de Setúbal | ?–?          | Chaves | Porto, Portugal |
|                                 |                    | [ Relatório] |        |                 |

| Cores do Time Vitória de Setubal | Benfica |

## Taça de Portugal
Vitória
      Empate
      Derrota

### Taça de Portugal Placard 2016/2017 - Oitavos-de-Final
| Quarta 14 de dezembro de 2016 | Vitória de Setúbal | 0 – 1     | Sporting     | Setúbal, Portugal                                                           |  |
| 21h00                         |                    | Relatório | Bas Dost 75' | Estádio: Estádio do Bonfim Público: 4 993 Espetadores Árbitro: Nuno Almeida |  |

| Vitória de Setúbal | Sporting |

| Vitória de Setúbal: |    |                 |
|                     |    |                 |
|                     |    |                 |
| GR                  | 88 | Pedro Trigueira |
| D                   | 2  | 52'             |
| D                   | 44 | Brasil          |
| D                   | 21 | Portugal        |
| D                   | 2  | [[]]            |
| M                   | 5  | L               |
| M                   | 44 | Ryan Gauld 72'  |
| M                   | 14 | Mikel Agu       |
| M                   | 24 | João Amaral 82' |
| A                   | 36 | Edinho          |
| A                   | 10 | Nuno Santos 82' |
| Suplentes:          |    |                 |
| GR                  | 12 | [[]]            |
| D                   | 34 | [[]]            |
| D                   | 4  | [[]]            |
| M                   | 7  | s 70' 78'       |
| M                   | 28 | [[]] 88'        |
| A                   | 15 | Peru            |
| A                   | 70 | Portugal        |
| Treinador:          |    |                 |
| José Couceiro       |    |                 |

| Sporting:   |    |                               |
|             |    |                               |
| GR          | 1  | Rui Patrício                  |
| D           | 91 | Brasil                        |
| D           | 3  | Brasil                        |
| D           | 44 | Brasil                        |
| D           | 3  | [[]] 63'                      |
| M           | 88 | [[]]                          |
| M           | 13 | Canadá                        |
| M           | 80 | [[]]                          |
| M           | 15 | 46'                           |
| A           | 7  | [[]]                          |
| A           | 28 | Bas Dost 75' 90+3'            |
| Suplentes:  |    |                               |
| GR          | 1  | [[]]                          |
| D           | 77 | [[]]                          |
| D           | 20 | Predefinição:Country data CMA |
| M           | 90 | [[]] 61'                      |
| M           | 17 | Curaçau                       |
| A           | 40 | 67'                           |
| A           | 50 | 86'                           |
| Treinador:  |    |                               |
| Jorge Jesus |    |                               |